# Reșița Locomotives
I Reșița Locomotives sono una squadra di football americano, di Reșița, in Romania, fondata nel 2012.

## Dettaglio stagioni

### Amichevoli
| Stagione | Vin | Par | Per | Tot | PF | PS | avversaria         |
| -------- | --- | --- | --- | --- | -- | -- | ------------------ |
| 2014     | 1   | 0   | 0   | 1   | 6  | 0  | Bucharest Warriors |
| Totale   | 1   | 0   | 0   | 1   | 6  | 0  |                    |

### Tornei nazionali

#### Campionato

##### CNFA
| Stagione | regular season | regular season | regular season | regular season | regular season | regular season | playoff | playoff | playoff | playoff | playoff | playoff      | playoff        |
|          | Vin            | Par            | Per            | Tot            | PF             | PS             | Vin     | Per     | Tot     | PF      | PS      | risultato    | avversaria     |
| -------- | -------------- | -------------- | -------------- | -------------- | -------------- | -------------- | ------- | ------- | ------- | ------- | ------- | ------------ | -------------- |
| 2015     | 0              | 0              | 5              | 5              | 12             | 230            | 1       | 0       | 1       | 14      | 13      | Quinto posto | Mures Monsters |
| 2019     | 1              | 0              | 3              | 4              | 51             | 79             | 0       | 2       | 2       | 6       | 86      | Quarto posto | Cluj Crusaders |
| 2021     | 3              | 0              | 2              | 5              | 164            | 95             | 1       | 1       | 2       | 62      | 30      | Terzo posto  | Cluj Crusaders |
| Totale   | 4              | 0              | 10             | 14             | 227            | 404            | 2       | 3       | 5       | 82      | 129     |              |                |

Fonti: Enciclopedia del Football - A cura di Roberto Mezzetti

### Riepilogo fasi finali disputate
| Anno             | Luogo   | Evento | Fase del torneo      | Incontro                            | Risultato |
| 7 giugno 2015    | Reșița  | CNFA   | Finale 5º - 6º posto | Reșița Locomotives - Mures Monsters | 14 - 13   |
| 15 giugno 2019   | Ghiroda | CNFA   | Finale 3º - 4º posto | Reșița Locomotives - Cluj Crusaders | 0 - 40    |
| 28 novembre 2021 |         | CNFA   | Finale 3º - 4º posto | Reșița Locomotives - Cluj Crusaders | 36 - 0    |